# Alpenus pardalina
Alpenus pardalina är en fjärilsart som beskrevs av Rothschild 1910. Alpenus pardalina ingår i släktet Alpenus och familjen björnspinnare. Inga underarter finns listade i Catalogue of Life.